# Tabarla
El Paratge de Tabarla és un Paratge Natural Municipal del municipi de Iàtova (Foia de Bunyol). Declarat per Acord de la Generalitat Valenciana el 30 de gener de 2007.

## Geografia
El paratge correspon a un tram del riu Magre i la seua ribera, situat cinc quilòmetres aigües amunt de l'embassament de Forata.
El Magre discorre en la zona del paratge encaixat entre els abruptes relleus de la serra de Martés (1.085 m) i les muntanyes de Bunyol. A excepció de les deposicions del Quaternari, que es troben en la zona del meandre on es va construir l'antic campament, la resta de materials que componen l'estratigrafia de la zona pertanyen al Juràssic. Concretament, abunden els calcaris grisos i beixos del Dogger i calcàries microcristal·lines de tons clars una miqueta més recents (kimmeridgià mitjà i superior). Tectònicament és una àrea que està molt fragmentada; en concret, el paratge està seccionat per dues falles amb alineació paral·lela i direcció est-oest.

## Vegetació
A grans trets, es poden distingir tres grans grups de vegetació al paratge: la vegetació aquàtica i de ribera, la pineda de pi blanc i matoll esclerofil·le als vessants de solana (marge esquerre del riu) i un matoll en fase de regeneració postincendi en les vessants d'ombria (marge dret del riu). Cal destacar la riquesa de les zones d'ombria en espècies de frondoses, com el freixe de flor (Fraxinus ornus), l'alborç (Arbutus unedo) o els aurons (Acer opalus), que a la tardor pinten amb les seues tonalitats, ocres i rogenques, el paisatge. En l'àmbit del paratge es troben nou hàbitats naturals d'interés, per als quals la Directiva d'hàbitats indica que s'han d'establir zones especials de protecció. Entre aquests n'hi ha tres classificats com a prioritaris.

## Fauna
Quant a la fauna mereix sens dubte destacar-se la presència de la cabra salvatge (Capra pyrenaica), a la qual podem observar sovint en els penyals o baixant a abeurar al riu. En l'àmbit del paratge podem trobar una àmplia varietat d'espècies, diverses de les quals ostenten la categoria de protegides segons la normativa autonòmica i estatal vigent respecte d'espècies de fauna amenaçades. Entre l'herpetofauna destaca la presència de la granota i el gripau comú, el fardatxo, la colobra bastarda, l'ofegabous i la tortuga d'aigua ibèrica. Entre les espècies d'aus destaca la presència de les espècies següents: àguila de panxa blanca, el duc, l'astor, l'esparver vulgar, la siseta vulgar, la falcia de panxa blanca, el raspinell comú, el falconet, el xoriguer, el formiguer, l'abellerol, la merla blava i l'oriol, a més de l'alosa comuna i el gaig. Entre els mamífers destaca la presència, a més de la ja esmentada cabra salvatge, d'espècies com el gat salvatge, la llebre ibèrica, la rabosa, el porc senglar, la fagina i l'esquirol.

## Paisatge
Quant als valors paisatgístics, convé esmentaral que el paratge de Tabarla conforma una bella mostra de vall mitjana fluvial, on el curs del riu i les formacions boscoses de ribera creen un entorn d'indubtable atractiu visual. L'aïllament del lloc –que només es pot recórrer per una senda– afig interés al paratge, que constitueix així un enclavament de visita obligada a tots aquells aficionats a l'excursionisme en la natura.

## Presència humana
Quant als valors vinculats amb el patrimoni cultural, cal indicar que en l'àmbit estricte del paratge no hi ha cap element d'interés, però en la rodalia se situa el poblat del Pic dels Alls, a la serra Martés, corresponents a l'edat del ferro i cultura Ibèrica. També hi ha restes de l'època romana a la zona del Partidor o al turó Mulet.